# Masae Masuno
Masae Masuno (în japoneză 増野正衛; n. 1912 – d. 10 martie 1985) a fost un scriitor și traducător japonez de literatură engleză.

## Biografie
A absolvit în 1938 cursurile Facultății de Litere din cadrul Universității Imperiale din Kyoto, specializarea limba engleză. A fost profesor asociat la Universitatea Ritsumeikan din Kyoto și apoi profesor universitar la Institutul de Tehnologie din Kyoto, la Universitatea Konan din Kobe și la Universitatea Shujitsu din Okayama. A fost cunoscut, de asemenea, ca specialist în istoria vinurilor.

## Traduceri
- John Henry Newman, Daigaku no rinen, Koubundou, 1949
- Eric Gill, Ishoron : Zubon to sukato danjo no mato shizenteki jin'iteki gaihi no seikaku oyobi igi ni tsuite no shiron, Sogensha, 1952
- Eric Gill, Kinsen to dotoku, Sogensha, 1953
- Eric Gill, Geijutsuron : Geijutsu to tenkanki no bunmei, Sogensha, 1953
- Herbert Read, Seiji girai no seijiron, în colaborare cu Kuniomi Yamanouchi, Sogensha, 1953
  - Hi seijiteki ningen no seijiron, Hosei University Press, colecția Riburaria sensho, 1970
- Herbert Read, Pikaso ruo kure nado, Misuzu Shobo, 1955
- Herbert Read, Modan āto no tetsugaku, în colaborare cu Eiji Usami, Misuzu Shobo, 1955
- Herbert Read, Geijutsu no kusa no ne, Iwanami Shoten, 1956
- William Somerset Maugham, W. Samasetto Mōmu zenshū dai 28-kan. Kuradokku fujin, Shinchosha, 1956; A kin, Chikuma Bunko, 1995
- Herbert Read, Geijutsu ronshu, în colaborare cu Kaoru Iinuma și Kiyoshi Mori, Misuzu Shobo, 1957
- Herbert Read, Bungaku hihyoron, Misuzu Shobo, 1958
- Operele complete ale lui Somerset Maugham, Vol. 31: Mōmu kenkyū, în colaborare cu Takeshi Goto, Shinchosha, Tokio, 1959
- James Hilton, Ushinawareta chiheisen („Orizont pierdut”), Shinchosha, 1959;[2] reeditat în 1994[3][4]
- Alec Waugh, Wain : Sekai no sake henreki, Eihosha, 1964
- Will Durant, Sekai no rekishi. dai2kan, în colaborare cu Yasushi Hayashi, Nihonbukkukurabu, 1967
- Herbert Read, Wakai gaka e no tegami, în colaborare cu Minoru Tada, Shinchosha, 1971